# Reinhard Keil (Autor)
Reinhard Keil ist ein deutscher Fachautor für die Versicherungswirtschaft. Als solcher gehört er auch zu den wenigen Autoren, die bisher Lehrwerke speziell für angehende Versicherungsfachwirte des Gebietes der Bundesrepublik verfasst haben.

## Werdegang
Er hat 1981 an der Technischen Hochschule Magdeburg im Fach Wirtschaftsinformatik promoviert und 1990 auf dem gleichen Fachgebiet habilitiert. In den letzten 25 Jahren seines beruflichen Wirkens war er für verschiedene Industrieversicherungsmakler tätig, u. a. nach 2001 als Leiter des neugegründeten Berliner Büros der Gayen & Berns – Homann GmbH.

## Publikationen (Auswahl)
Monographien (Versicherungswirtschaft)
- Versicherungsschutz in kommunalen Ver- und Entsorgungsunternehmen. Grundlagen und Lösungsvorschläge. Leitfaden. Berlin: VKU Verlag GmbH 2021, ISBN 978-3-87750-925-8
- Die Betriebsunterbrechungsversicherung. Ursachen, Wirkungen und Lösungen. Karlsruhe: Verlag Versicherungswirtschaft 2019, ISBN 978-3-89952-980-7 (als E-Book ISBN 978-3-86298-540-1)
- Allgemeine Versicherungen des privaten und des gewerblichen Geschäfts. Produktorientierte Qualifikationen. (= Studienmaterial Geprüfter Versicherungsfachwirt, Geprüfte Versicherungsfachwirtin) Karlsruhe: Verlag Versicherungswirtschaft 2002 (2. Aufl.), ISBN 978-3-88487-964-1

Monographien (Wirtschaftsinformatik)
- Die Entwicklung betrieblicher ORGWARE: Grundlage der Realisierung betrieblicher Innovationen der Automatisierung. Technische Hochschule Magdeburg 1990 (Habilitation)
- Möglichkeiten der Rationalisierung der Leitungsorganisation im Industrieanlagenbau der DDR durch Anwendung ökonomisch-mathematischer Modelle und der elektronischen Datenverarbeitung Technische Hochschule Magdeburg 1981 (Dissertation)

Aufsätze
- Damit ein Fehler nicht zum persönlichen Ruin führt – Risikoabsicherung für Führungskräfte. (Mit Rainer Sternheimer) In: EW: das Magazin für die Energie-Wirtschaft. Bd. 108 (2009), Nr. 22–23, S. 90–93, ISSN 0013-5496
- Das Ausfallrisiko von Biogasanlagen und deren Versicherbarkeit. (Mit Thomas Günther u. Stefanie Kilpert) In: Energie Wasser-Praxis, Bd.  59, Nr.  6, 2008, S. 44–47, ISSN 1436-6134
- Mehrkostenversicherung als besondere Form der Ausfallversicherungen (am Beispiel von Ver- und Entsorgungsunternehmen). In: Festschrift für Prof. Dr. Horst Baumann. Herausgegeben vom Verein zur Förderung der Versicherungswissenschaft an den drei Berliner Universitäten, Karlsruhe: Verlag Versicherungswirtschaft 1999, S. 141–152, ISBN 978-3-88487-806-4